# Paratimea galaxa
Paratimea galaxa är en svampdjursart som beskrevs av de Laubenfels 1936. Paratimea galaxa ingår i släktet Paratimea och familjen Hemiasterellidae. Inga underarter finns listade i Catalogue of Life.